# Domagoj horvát fejedelem
Domagoj (latinul: Domagoi) a Tengermelléki Horvátország fejedelme volt 864-től haláláig, körülbelül 876-ig. A Domagojević-dinasztia megalapítója. I. Trpimir halála után bitorolta a horvát trónt, fiait pedig elűzte. Elődeinél aktívabb szerepet vállalt az Adriai-tengeren, erőszak alkalmazására ösztönzött és számos háborút viselt, különösen az arabokkal, Velencével és a keleti frank állammal. Domagoj harciassága, valamint a kalózkodás megtűrése, sőt támogatása rossz viszonyt váltott ki VIII. János pápával, amely tovább romlott, miután Domagoj nem kegyelmezett az ellene összeesküvőknek. Formálisan frank vazallusként kihasználta a frank örökösödési válságot, és sikeres lázadást indított Karlmann keleti frank király ellen. 876-ban bekövetkezett halála után Domagojt fia követte, akit 878-ban Zdeszláv leváltott és elűzött.

## Háborúk az arabokkal és a velenceiekkel
I. Trpimir 864 körüli halálát követően fia, Zdeszláv lett az utóda, akit nem sokkal később Domagoj egy lázadás során elűzött. Hajói gyakran támadták meg a velencei hajókat az Adriai-tenger keleti részén, ami rossz kapcsolatokhoz vezetett Velencével. Domagoj uralma idején Velence Pietro Tradonico dózse vezetésével aktívabb szerepet vállalt az Adriai-tengeren, és nagyobb függetlenséget szerzett a Bizánci Birodalomtól. Pietro Tradonicót 864-ben ölték meg, utódja I. Orso Participazio lett. Amint hatalomra került, az új velencei dózse megszegte a Miszlávval kötött hosszú távú békeszerződést, és megtámadta Horvátországot, amely még mindig a Trpimir örökségéért folytatott harcokkal volt elfoglalva. 865-ben Domagoj kénytelen volt kedvezőtlen békét kötni Velencével, és túszokat adott a velencei hajók biztonságos áthaladásának garanciájaként az Adrián.
866-ban az arabok megtámadták a dalmát partokat. Az arabok több várost is birtokoltak az olasz tengerparton, köztük Barit és Tarantót. Kotor, Kišan és Budva elpusztítása után az arabok elkezdték ostromolni Raguzát, amely 15 hónapig ellenállt a támadásoknak, és végül Bizánc segítségével sikerült megvédenie magát. A bizánciak visszanyerték a kezdeményezést az Adrián, és 868-ban a frankokkal együtt megtámadták Barit, de hamarosan vissza kellett vonulniuk, miközben a frankokat hibáztatták az inaktivitásért. Domagoj vazallusként segített a frankoknak, akik 871 februárjában el is foglalták Barit az emirátustól. A támadásban raguzai hajók is részt vettek. Bár az arabok még mindig veszélyesek voltak az adriai portyáikkal, most már a velenceiek voltak Domagoj fő ellenségei. Időközben Bizánc visszaállította az ellenőrzést több dalmát város és a narentiusok felett, míg a velenceiek megújították a horvátok elleni támadásaikat. Domagojt, valószínűleg a Trpimirović-dinasztiából és bizánci segítséggel megdöntésére tett kísérlet ideiglenes békére kényszerítette, hogy megküzdjön a lázadókkal. Domagoj gyorsan és kegyetlenül bánt el velük. A cselekményt felfedő összeesküvőt is megölték, mert abban reménykedett, hogy ezzel megmentheti az életét.

## Kapcsolatok a pápasággal
A pápasággal való kapcsolatát tekintve Domagoj más utat követett, mint elődje, Trpimir. Nincs forrás arra vonatkozóan, hogy Domagoj templomot épített volna, vagy földterületet adományozott volna valamelyik helyi egyházmegyének. Ellentétben Trpimirrel, Branimirrel és feleségével, Marusával, Braslav pannóniai herceggel, valamint Trpimir fiaival, Petarral és Zdeszlávval, Domagoj nem zarándokolt Cividalébe. Domagoj nem kísérelte meg az evangélium terjesztését és nem támogatta az egyházat sem ebben. Ez a fagyos kapcsolatok időszaka volt, mely arra kényszerítette a pápát, hogy nagyobb érdeklődést mutasson Horvátország, de más országok iránt is, ahol befolyása már megkopott. Így a 9. század második felében a pápai beavatkozások felerősödtek Morvaországban, Bulgáriában és Dalmáciában. Az Apostoli Szentszék stratégiája az volt, hogy maximalizálja befolyását Délkelet-Európában, és csökkentse Konstantinápoly befolyását.
Egy 872 decembere és 873 májusa között Domagojnak címzett levelében VIII. János pápa panaszkodott Domagojnak Ignatiosz konstantinápolyi pátriárka makacssága miatt, aki megtagadta a római joghatóságot Bulgária felett, és egy „szakadárt” nevezett ki Bulgária érsekévé. A pápa azért osztotta meg aggodalmát Domagojjal, mert Bulgária abban az időben határos volt a mai Bosznia területének egy részén Horvátországgal. Ezzel egy időben a pápa rendszeres megbeszélést folytatott I. Borisz bolgár kánnal, figyelmeztetve őt a Bulgáriában működő bizánci papok és püspökök árulására. A pápai terv az lett volna, hogy a horvát kereszténységet egyesítik a Róma fennhatósága alá tartozó bolgár egyházzal, ezzel is ösztönözve I. Borisz Róma-barát politikáját, aki akkor a Balkán nagy részét irányította.  874-ben vagy 875 elején a pápa újabb levelet küldött, ezúttal a horvát papságnak, amelyben elítélte a pápa legátusa, János pap védelme alatt álló összeesküvők halálbüntetését. A pápa azt is kijelentette, hogy a papnak semmi köze az összeesküvőkhöz, így tovább végezhette feladatait.
A pápának kalózkodás is nagy gondot okozott. Domagojt azzal vádolták, hogy megtámadt egy hajót, amely a negyedik konstantinápolyi zsinaton részt vevő pápai legátusokat szállította haza. 874-ben VIII. János pápa közbelépett azzal, hogy felkérte Domagojt, mint keresztényt, hogy fékezze meg az Adrián pusztító kalózokat, akik az ő nevében pusztították a keresztény tengerészeket. A levélben arra is kitért, hogy száműzetés megfelelőbb büntetés lenne a Domagoj elleni lázadóknak a halálbüntetés helyett, de kérése nem járt sikerrel. VIII. János pápa leveleiben Domagojt „Dicsőséges Domagoj hercegnek” („Domagoi duci glorioso”) nevezte, de azt is írta, hogy nem fogja ártatlannak találni Domagojt, ha nem lép fel a kalózkodás ellen. 

## Harcok a Frank Birodalommal
875-ben a frankok Német Lajos, a keleti frankok királya vezetésével megpróbálták visszaszerezni befolyásukat Dalmáciában, aggódva a térségben megnövekedett bizánci befolyás miatt, ami Dalmácia thema létrejöttében is megmutatkozott. Német Lajos halála után Karlmann került a trónra, Domagoj herceg pedig úgy döntött, hogy fellázad és felszabadítja Horvátországot a frank uralom alól. A horvát csapatok 876-ban leromboltak négy isztriai frank várost, Umagot, Novigradot, Sipart és Rovinjt. Ezek a támadások megzavarták a velenceiekkel kötött ideiglenes békeszerződést is, és Domagoj haditengerészete megtámadta a velencei hajókat a Pirani-öbölben. A horvát hadsereg meg akarta támadni Grado városát is, de a velencei haditengerészet legyőzte őket.
A háború legnagyobb eredménye az lett, hogy I. Baszileiosz bizánci császár segítségével felszabadította a horvátokat a frank uralom alól. Nem sokkal a frank uralom felszámolása után Domagoj 876-ban meghalt. Domagojt halála után a velencei krónikák „a szlávok legrosszabb vezérének” (Sclavorum pessimo duce) nevezték el. Utóda fia lett, akinek a neve nem ismert. A régebbi történetírásban azt feltételezték, hogy Iljkónak hívták. Két évvel később, 878-ban Zdeszláv visszatért Konstantinápolyból, ahová Domagoj tisztogatásai elől menekült, és bizánci segítséggel leváltotta Domagoj fiait, és száműzetésbe kényszerítette őket, ezzel visszaállítva a Trpimirović-dinasztiát. Zdeszláv elismerte I. Baszileiosz bizánci császár uralmát. Zdeszláv hatalomra kerülése után helyreállt a béke Horvátország és Velence között.